# Gozd
Gozd é uma vila localizada no município de Ajdovščina na Eslovênia. Possuía uma população estimada de 126 habitantes em 2020.